# Johannes Schmid (Politiker, 1758)

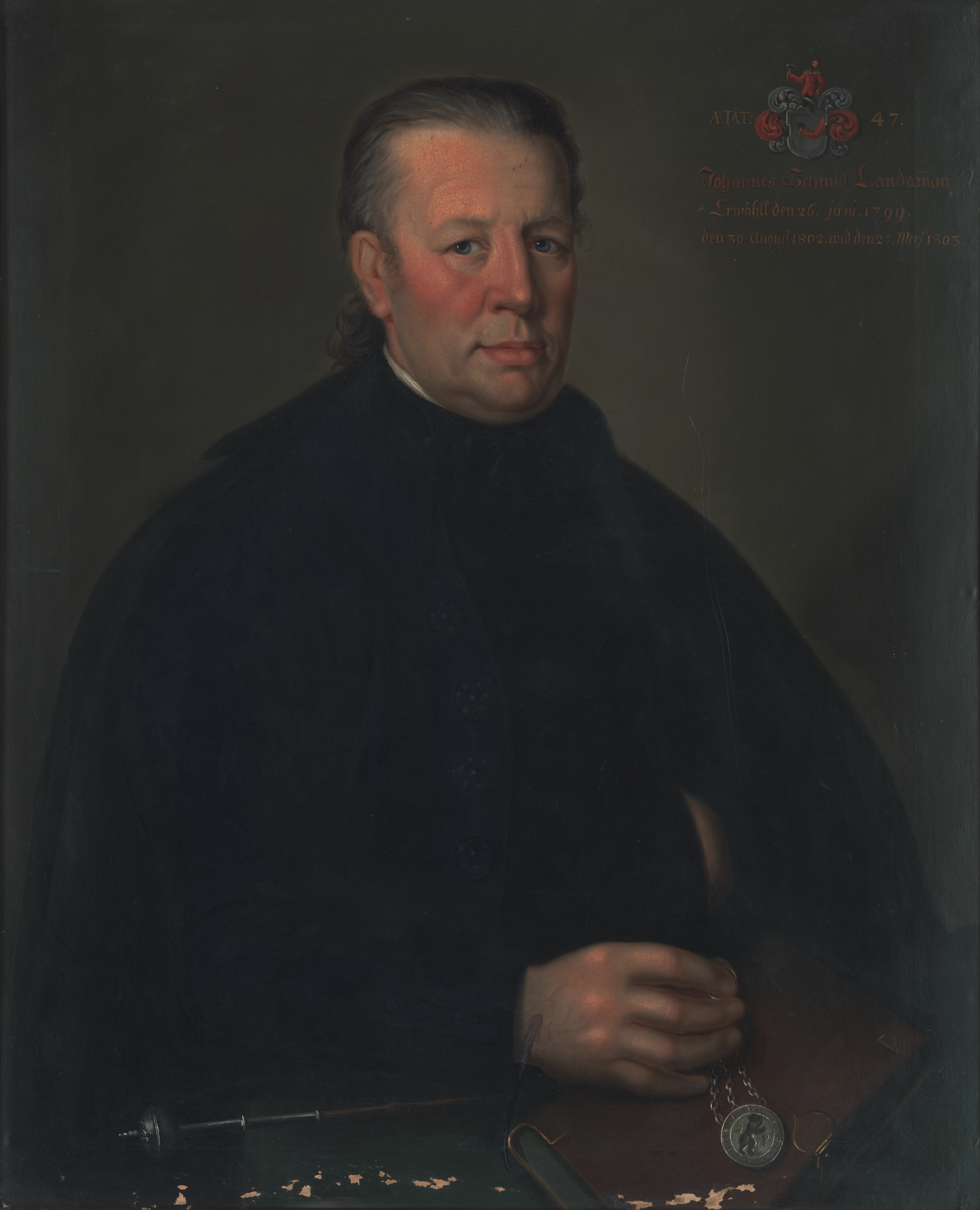
Johannes Schmid, Landammann von Appenzell Ausserrhoden, Gemälde von Hans Jakob Brunschweiler

Johannes Schmid (* 19. November 1758 in Urnäsch; † 10. April 1822 ebenda; heimatberechtigt in Urnäsch) war ein Landeshauptmann und Landammann aus dem Schweizer Kanton Appenzell Ausserrhoden.

## Leben
Johannes Schmid war der Sohn von Johann Konrad Schmid, Landwirt und Gemeindehauptmann, und Barbara Langenegger. Schmid ehelichte 1778 Anna Nabulon, Tochter von Johannes Nabulon, Gemeindehauptmann. Er heiratete 1785 in zweiter Ehe Anna Elisabeth Diem, Tochter von Hans Konrad Diem, Ratsherr.
Schmid war als Landwirt und Wirt tätig. Von 1780 bis 1793 amtierte er als Ratsherr, dann von 1793 bis 1796 als Gemeindehauptmann von Urnäsch. Er war von 1796 bis 1798 Landeshauptmann. 1797 war Schmid Mitglied der Revisionskommission des Ausserrhoder Landbuchs. Schmid wirkte von 1798 bis 1803 als Präsident der Munizipalität Urnäsch. Ab 1799 war er Landammann der Interimsregierung und von 1802 bis 1822 erneut Ausserrhoder Landammann. Während der Helvetik war Schmid ein Gegner jeglicher fremder Einmischung in die Angelegenheiten Ausserrhodens.